# PIWI International

Logo der PIWI

PIWI International  ist eine internationale Arbeitsgemeinschaft zur Förderung pilzwiderstandsfähiger Rebsorten.
Ziel und Zweck der Arbeitsgemeinschaft ist es, wissenschaftliche und praktische Erkenntnisse auf dem Gebiet der pilzwiderstandsfähigen Rebsorten auf nationaler und internationaler Ebene auszutauschen und Anregungen zu geben. Es sollen vor allem mit diesen Sorten arbeitende Praktiker unterstützt und gefördert sowie neue hinzugewonnen werden. Die Arbeitsgemeinschaft wurde im Jahr 2000 in der Schweiz gegründet und ist ein Informationsnetzwerk für pilzwiderstandsfähige Rebsorten und aller daran beteiligten Personen. PIWI International zählt über 500 Mitglieder aus Deutschland, Österreich, der Schweiz, Liechtenstein, Italien, Tschechien, Ungarn, den Niederlanden, Belgien, Dänemark, Norwegen, Schweden, dem Vereinigten Königreich, Frankreich, Spanien, Nepal, Kanada und den USA.
Für den ökologischen Weinbau ist die Entwicklung pilzwiderstandsfähiger Sorten wichtig. Rund die Hälfte der Winzer in Deutschland hält den Anbau dieser Rebsorten für sinnvoll. Seit den 1960er-Jahren wurden beispielsweise die Rotweinsorten Regent und Cabernet Cortis sowie die Weißweinsorte Johanniter speziell auf Pilzwiderstandsfähigkeit gezüchtet. Diese Sorten befinden sich nun seit längerem im Ertragsweinbau. Das Hauptverbreitungsgebiet des Regent liegt in Deutschland und umfasste 2012 rund 2 % der deutschen Rebfläche
In den 2000er Jahren haben pilzresistente Rebsorten stärkeren Eingang in die Praxis gefunden, einige davon erst versuchsweise. In Rheinland-Pfalz wurden im Jahr 2011 auf insgesamt 1768 Hektar (= 2,8 Prozent der bestockten Rebfläche) Trauben mittels solcher Sorten produziert. Seitens der Winzer besteht ein Bedürfnis, Informationen über diese Rebsorten zu erhalten. Dazu gehören Beschreibungen ihrer Eigenschaften, Anleitungen für die optimale Weinbereitung, Degustationen, Diskussion von Vermarktungsfragen und Information der Konsumenten.
Mitglieder der Arbeitsgemeinschaft können alle in der Weinbaupraxis, Forschung, Beratung und Lehre tätigen Personen, Institutionen oder Firmen werden. Jeder kann Fördermitglied werden. Der Vorstand setzt sich aus fünf Mitgliedern zusammen, die aus Deutschland, der Schweiz, Österreich, Italien und Ungarn stammen.